# Pobiedno
Pobiedno (staropol. Pobidno, także Pobydno) – wieś w Polsce położona w województwie podkarpackim, w powiecie sanockim, w gminie Bukowsko. Ma status sołectwa. Leży na lewym brzegu Sanoczka.
W latach 1975–1998 miejscowość administracyjnie należała do województwa krośnieńskiego.

## Historia
Prawdopodobnie wieś lokowana przez księcia Jerzego II, jako wieś służebna grodu sanockiego. W historii I Rzeczypospolitej osada zasłynęła dzięki swej dziedziczce Magdalenie Pobiedzińskiej, która w 1550 poślubiła Marcina Krowickiego, proboszcza z Sądowej Wiszni. Skandal, który wybuchł wokół tego związku, był jednym z najgłośniejszych w historii polskiego protestantyzmu. Z Pobiedna w ziemi sanockiej wywodzą się Pobiedzińscy h. Gryf. Np. Stanisław Pobiedziński na połowie swych dóbr w Pobiednie w r. 1596 podarował 500 zł. posagu żonie swej Annie Skrzetuskiej – córce Baltazara Słoneckiego (P. 1401 k. 769). Stanisław, odnotowany z powodu 80 zł. w r. 1599 przez Małgorzatę Jemiołowską, wdowę po Walentynie Jemiołowskim. 
Kolejni właściciele to; Leszczyńscy, Morawscy, Truskolascy i Bielawscy. 
Do 1772 wieś leżała administracyjnie w ziemi sanockiej województwa ruskiego. Od 1772 należała do cyrkułu leskiego, a następnie sanockiego. Po reformie administracyjnej w 1864 r., do powiatu sądowego sanockiego, gminy wiejskiej Sanok w kraju Galicja. W 1898 r. wieś liczyła 496 osób zamieszkujących 80 domów.
W połowie XIX wieku właścicielem posiadłości tabularnej Pobydno był Jan Truskolaski. Na przełomie lat 60./70. Pobiedno posiadali jego spadkobiercy. W latach 80. dobrami władali Marcin, Katarzyna, Apolonia Truskolascy oraz współwłaściciele. W ostatniej dekadzie XIX wieku i na początku XX wieku właścicielem dóbr w Pobiednie pozostawał Władysław Morawski.
We wrześniu 1944 podczas operacji dukielsko-preszowskiej we wsi stacjonowała niemiecka 68. Infanterie-Division (XXIV. Panzerkorps) broniąca pozycji przed nacierającym od wschodu radzieckim 67 Korpusem piechoty oraz 167 i 129 Korpusem strzelców (107 Dywizji Piechoty).

## Mieszkańcy
Nazwiska mieszkańców 1787-1814: Adamski, Ambicki, Bączek, Bąk, Bednarz, Biłas, Brechunik, Brejta, Brusa, Cieśla, Cypcarz, Drożyłoski, Dudusz, Duduś, Fiał, Fornal, Gatoski, Grzyszoski, Gzowski, Hulikoski, Jabczycha, Jastrzębski, Jurczyk, Moskal, Kamiński, Kędzior, Kaskolaba, Kochański, Kotlarz, Krulicki, Kopacz, Kuc, Maciejoski, Marzec, Masłyk, Mazioski, Maczurzak, Miedziuch, Osianski, Pałys, Pastuszak, Pietruszoski, Piotrowski, Pisaniak, Pospolitak, Preyta, Pryspa, Przysztasz, Pyrkan, Rawicki, Romański,  Senko, Sitarczyk, Sierota, Skiba, Sobański, Sobczański, Starego, Struś, Sytarczyk, Suszko, Szelka, Szmyt, Tynik, Warchola, Wasylenko, Welowin, Wierzganoski, Wojciechoski.
W Pobiednie urodzili się Piotr Adamski (duchowny), Władysław Kreowski (nauczyciel). We wsi pracował Bronisław Górski (nauczyciel).

## Religia
Pierwszy kościół w Pobiednie powstał w 1529 r., następnie wspomniany proboszcz Krowicki zamienił świątynię na zbór protestancki. Konwersja wyznania nastąpiła w 1677 r., po nabyciu Pobiedna przez Wojciecha z Leszna Leszczyńskiego, katolika. W Pobiednie do 1830 r. funkcjonowała cerkiew pw. Podwyższenia Krzyża Świętego. Po śmierci proboszcza Skobielskiego w 1800 r., cerkiew stała się filią parafii w Wolicy, następnie w Dudyńcach, a w 1818 r. filią parafii w Pielni. W 1830 r. kościół uległ całkowitemu zniszczeniu w czasie pożaru, w tym też roku nastąpiła konwersja wyznania miejscowej ludności i przejście na obrządek łaciński.